# Brincar de Índio
Brincar de Índio é uma canção gravada pela cantora e apresentadora de televisão Xuxa. Foi lançada oficialmente em 11 de julho de 1988 pela Som Livre, juntamente com o seu quarto álbum de estúdio. Escrita por Michael Sullivan e Paulo Massadas, Brincar de Índio tornou-se uma das músicas mais famosas e Lembradas da carreira de Xuxa. Além disso, atingiu o sucesso internacional quando foi gravada em espanhol, sob o título de Juguemos a Los Indios para o álbum Xuxa 1 (1989) lançado no final de 1989 na Argentina, e posteriormente em países como Estados Unidos, Equador, Chile, Espanha e Portugal.

## Formatos e faixas
- Cd single

1. "Brincar de Índio" - 4:22

- LP XOU DA XUXA 3'

1. "Brincar de Índio" - 4:20